# 김지민 (성우)
김지민은 한국의 여자 성우다. 1992년 KBS에 입사했으며 현재는 KBS 23기다. 한국방송 성우극회 소속

## 주요 출연작품

### 애니메이션
- 동해수호대 (MBC)

### 영화
- 랜섬 (SBS)
- 동방삼협 (SBS)
- 화소도 (SBS)
- 오스틴 파워 (SBS) - 바네사(엘리자베스 헐리)
- 영웅본색 (SBS) - 직원
- 비버리 힐스 캅 2 (SBS) - 젠(앨리스 아데어)

### 외화
- 지오레인저 (SBS)